# キリストの復活 (エル・グレコ、1600年)
『キリストの復活』（キリストのふっかつ、西: La resurrección de Cristo、英: Resurrection）は、ギリシア・クレタ島出身のマニエリスム期のスペインの巨匠エル・グレコが1596-1600年に制作したキャンバス上の油彩画で、『新約聖書』の4つの「福音書」すべてに記述されているイエス・キリストの「復活」を主題としている。マドリードにあったエンカルナシオン学院 (通称ドーニャ・マリア・デ・アラゴン学院) のための祭壇衝立の上段左側に配置されていたと思われるエル・グレコ円熟期の作品である。作品はマドリードのプラド美術館に収蔵されている。

## ドーニャ・マリア・デ・アラゴン学院祭壇衝立
聖アウグスティヌス会の神学校エンカルナシオン学院は、正式名称を「托身の我らが聖母」(西: nuestra señora de la encarnación) 学院といい、エル・グレコは、1596年、この学院に収めるべく祭壇衝立のための絵画群の発注を受けた。この祭壇衝立は、宮廷貴婦人で淑女であった発注者ドーニャ・マリア・デ・アラゴン (1539-1593年) の名にちなんで、一般に「ドーニャ・マリア・デ・アラゴン学院祭壇衝立」と呼ばれる。この祭壇衝立は19世紀初頭、フランスのナポレオン軍により掠奪、破壊され、構成していた絵画群は四散してしまった。それ以前の祭壇衝立に関する正確な記録がまったく現存しておらず、詳しいことはわかっていない。わずかに17世紀の画家・美術著作者アントニオ・パロミーノが「何点かのエル・グレコの作品がある」と書き、18世紀から19世紀の画家セアン・ベルムーデスが「それらはキリストの生涯に関するものだ」と述べているのみである。しかし、この祭壇衝立を構成する絵画として、『キリストの洗礼』(プラド美術館)、『羊飼いの礼拝』(ブカレスト国立美術館)、『受胎告知』(プラド美術館) があったとする見解が支配的である。また、本作『キリストの復活』、『キリストの磔刑』、そして『聖霊降臨』(すべてプラド美術館) も候補として挙がっている。
作品群にはアウグスティヌス会の神秘主義者で、学院の初代院長アロンソ・デ・オロスコの神秘主義思想が投影されている。「受胎告知 (托身)」、「降誕 (羊飼いの礼拝)」、「洗礼」、「磔刑」、「復活」、「聖霊降臨」のすべての主題が「托身」と関連づけられる。これらの作品の配置については諸説が提出されてきたが、現在、一般的に認められている復元予想図は以下のようになっている。絵画の配置は、上段左から右に『キリストの復活』、『キリストの磔刑』、『聖霊降臨』、そして下段左から『羊飼いの礼拝』、『受胎告知』、『キリストの洗礼』である。
| ドーニャ・マリア・デ・アラゴン学院祭壇衝立の復元予想図 | ドーニャ・マリア・デ・アラゴン学院祭壇衝立の復元予想図 | ドーニャ・マリア・デ・アラゴン学院祭壇衝立の復元予想図 | ドーニャ・マリア・デ・アラゴン学院祭壇衝立の復元予想図 |
| ------------------------------------------------------ | ------------------------------------------------------ | ------------------------------------------------------ | ------------------------------------------------------ |
|                                                        |                                                        |                                                        |                                                        |
|                                                        |                                                        |                                                        |                                                        |

## 作品

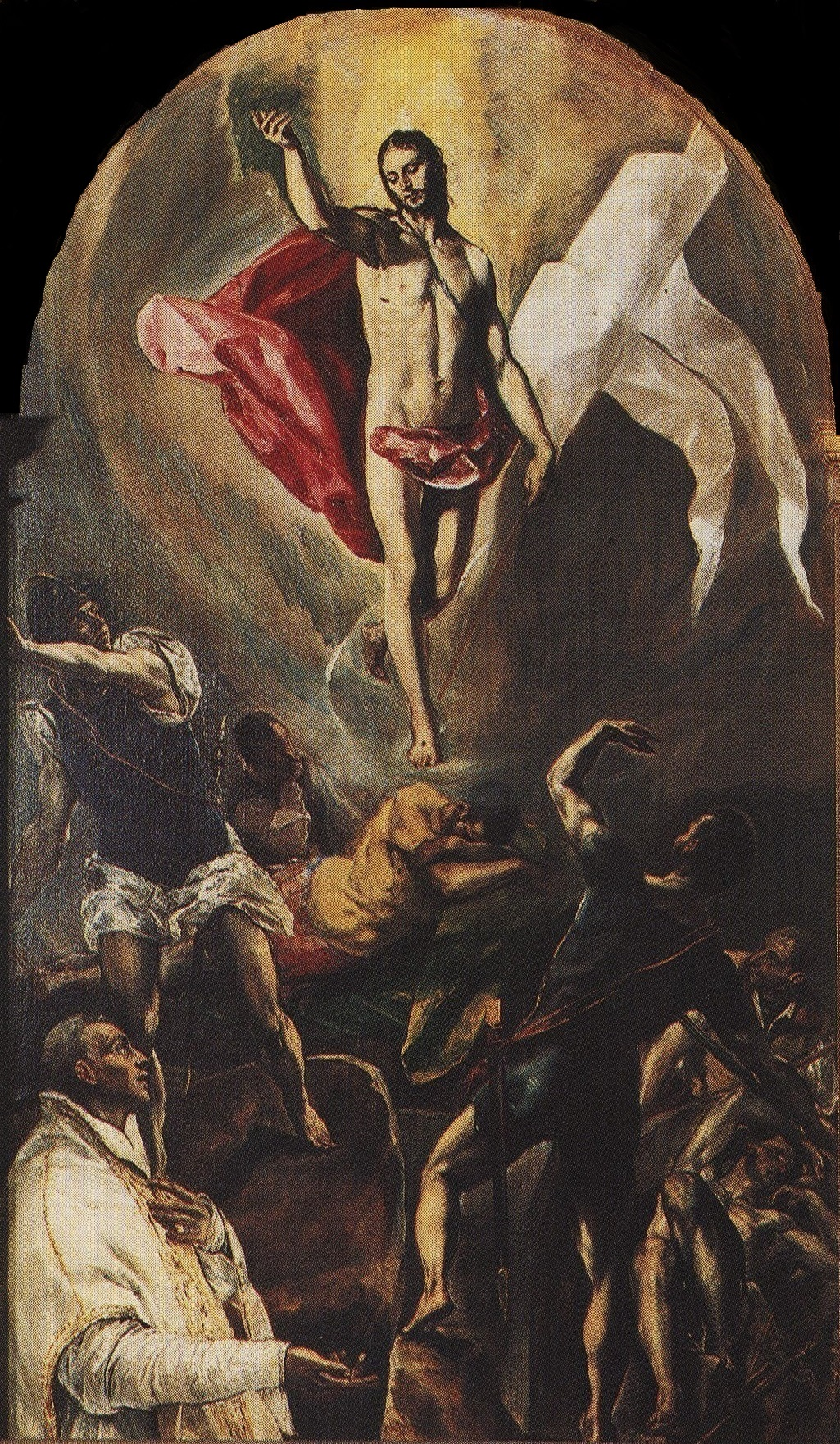
エル・グレコ『キリストの復活』 (1577-1579年)、サント・ドミンゴ・エル・アンティグオ聖堂

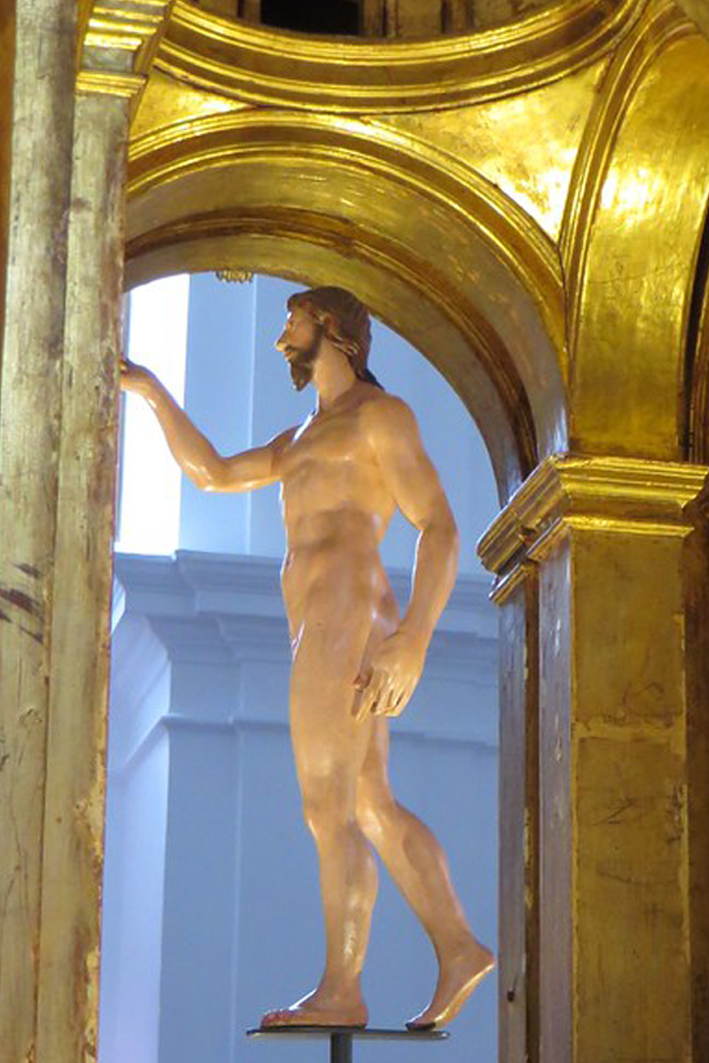
エル・グレコ『復活したキリスト』 (1585-1598年)、タベーラ施療院

エル・グレコ『ラオコーン』 (1610-1614年)、ワシントン・ナショナル・ギャラリー

エル・グレコは1577-1579年にサント・ドミンゴ・エル・アンティグオ聖堂のために『キリストの復活』を描いているが、その作品におけるキリストのやや捻じれた身体は、基本的にはティツィアーノの『キリストの復活』 (マルケ国立美術館、ウルビーノ) の形態を改変したものである。しかし、本作では反自然主義的傾向が強まるとともに、それまでにないエル・グレコ特有の幻想的世界が現れてきている。本作で、画家は「キリストの復活」の主題においてきわめて独創的な解釈を試みている。以前の画家たちの同主題作や、エル・グレコ自身のサント・ドミンゴ・エル・アンティグオ聖堂の同主題作と違い、キリストの石棺は描かれていない。それにより画面からは物語性が取り除かれており、あらゆる要素が主題そのものの表現に集中することを可能にしている。
画面の下半分には、複雑かつ緊密に組み合わされた8人の墓所監視人である古代ローマの兵士たちが描かれている。無重力の宇宙空間を遊泳しているかのような個々の兵士は明確な輪郭線を失い、誇張された長く優雅な四肢が闇の中にゆらめく炎のようなリズムを生み出している。また、光に浮かび、影に沈む彼らの間を縫いながら激しく上昇し、そして下向する蛇行線が滝壺のような激しい不安定性を生み出している。この不安定性の中から、赤いマントを纏い、左手に勝利の白い旗を持つキリストが静かに復活し、正面を向いて中空に浮かび上がっている。本作の特徴は、このように描かれているキリストと兵士たちの緊張関係にある。エル・グレコは、死と罪に勝利するキリストと死と罪から逃れえぬ人間を対比しているのである。さらに、画家は、人間の中にある上昇志向と下降志向という互いに相反する力の間の緊張状態を意識したのではないかと思われる。
なお、キリストの姿は現存するエル・グレコの『復活したキリスト』の彫像 (タベーラ施療院) と同じであり、倒れのけぞる兵士たちの姿は後年の『ラオコーン』 (ワシントン・ナショナル・ギャラリー) を予告しているようである。